# Скосе (Кјети)
Скосе (итал. Scosse) је насеље у Италији у округу Кјети, региону Абруцо.
Према процени из 2011. у насељу је живело 139 становника. Насеље се налази на надморској висини од 92 м.